# Rubus barkerianus
Rubus barkerianus är en rosväxtart som beskrevs av Helwig. Rubus barkerianus ingår i släktet rubusar, och familjen rosväxter. Inga underarter finns listade i Catalogue of Life.